# Opactwo cystersów Vyšší Brod
Opactwo Cystersów Najświętszej Maryi Panny Wniebowziętej w Wyższym Brodzie, Opactwo Vyšší Brod (cz. Cisterciácké opatství Vyšší Brod, łac. Altovadum, niem. Hohenfurt) – jedyny aktywny męski klasztor cysterski w Czechach, położony nad Wełtawą w mieście Vyšší Brod, ufundowany w 1259 roku przez Woka z Rożemberka. Obiekt uznany za narodowy zabytek kultury Republiki Czeskiej. Opactwo ma charakter tradycyjny, życie liturgiczne wspólnoty zakonnej odbywa się według porządku przedsoborowego.

## Historia

### Założenie klasztoru
Nazwa klasztoru Vyšší Brod pochodzi od czeskiego odpowiednika pobliskiej osady Hohenfurt, położonej na czesko-austriackim szlaku handlowym, z tłumaczenia w końcu łacińskiego pochodzi nazwa Altovadum.
Formalny proces zakładania klasztoru rozpoczął się od zwrócenia się Woka z Rożemberka z odpowiednim wnioskiem do Opactwa Matki Bożej w Cîteaux, w którym to fundator zobowiązał się do uposażenia wyszebrodzkiej fundacji majątkiem o wartości sześćdziesięciu talentów. W 1258 r. na kapitule generalnej przedstawił go opat austriackiego klasztoru w Wilhering, wskutek obrad pobliskim klasztorom cysterskim powierzono zadanie zbadania zaproponowanej lokalizacji dla budowy nowego obiektu.
Fundację klasztoru przez Woka, która odbyła się za zgodą żony oraz krewnych szlachcica, zatwierdził 23 maja 1259 r. biskup Pragi Jan III z Dražic. Za datę założenia klasztoru przyjmuje się 1 czerwca 1259 r., tego dnia, tj. w Zesłanie Ducha Świętego, miała miejsce konsekracja drewnianego, tymczasowego kościoła klasztornego przez biskupa oraz ustne powtórzenie darowizny przez Woka. Dobra i prawa majątkowe przekazane powstającemu klasztorowi składały się między innymi z: lasu, wsi rozproszonych na terenie południowych Czech, wsi austriackiej i śląskiej, udziału w dziesięcinie, dochodu z trzech kościołów. Fundacja nie należała do najbogatszych, obejmowała tereny niezagospodarowane, powstały klasztor nie przynosił z początku ze swojej działalności znaczącego zysku.  
Akt fundacji poprzedzał prawdopodobnie samo przybycie mnichów z Wilhering, w tym samym czasie przystąpiono do budowy pierwszych drewnianych budynków. Pierwsi mnisi, w liczbie dwunastu wraz z opatem Ottonem I, przybyli do klasztoru prawdopodobnie jeszcze w tym samym roku. 
Sporządzonym w klasztorze dokumentem z 17 lipca 1264 r., wcześniej jeszcze uszczegóławianą fundację potwierdził król Ottokar II, a klasztorne przywileje 21 marca 1278 potwierdził papież Mikołaj III. 
W 1270 r. zbudowany był już pierwszy dwukondygnacyjny budynek murowany – prawdopodobnie służył jako kaplica z biblioteką podręczną, na parterze zaś jako oratorium, obecnie (z zachowaną jedną kondygnacją) służy jako zakrystia. W latach następnych majątek klasztorny zwiększył się istotnie za następnymi darowiznami Rożemberków, kolejno grzebanych na terenie opactwa.
12 listopada 1281 Jindřich z Rožmberka przekazał klasztorowi cztery wsie, z przeznaczeniem na budowę kościoła, która najprawdopodobniej zaczęła się w okresie przed końcem roku 1286. Przed rokiem 1306 konsekrowano pięć ołtarzy w tym ołtarz główny, wybudowano kaplice, a także inne nowe budynki. Za opata Ottona II ukończono gotycki rdzeń kościoła – część wschodnią. Ukończenie bazowej budowy klasztoru, wraz z: częścią zachodnią kościoła – odbiegającą stylem od klasycznego gotyku części wschodniej, krużgankiem oraz innymi najważniejszymi zabudowaniami klasztornymi, przypada na drugą połowę XIV w. To na przełomie półwiecza swoje dzieło stworzył Mistrz Ołtarza z Wyższego Brodu.

### Schyłek średniowiecza

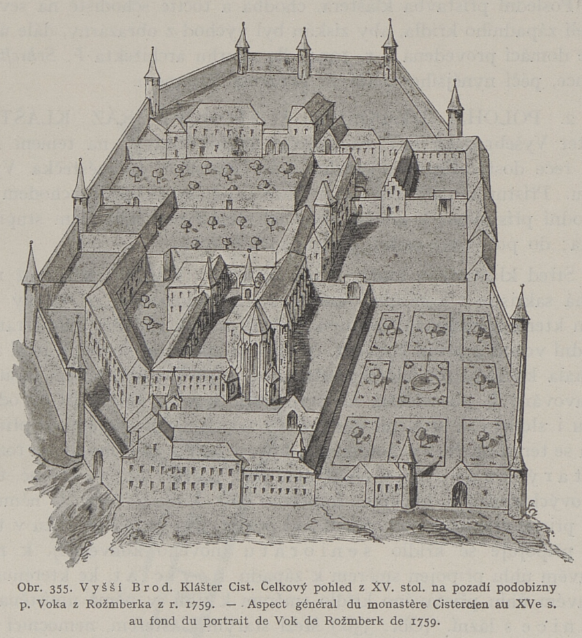
Klasztor w XV w.

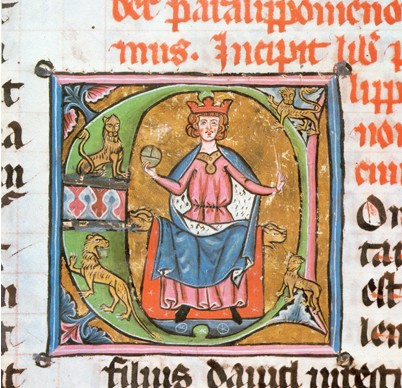
Fragment Biblii z klasztornej biblioteki, XIV w.

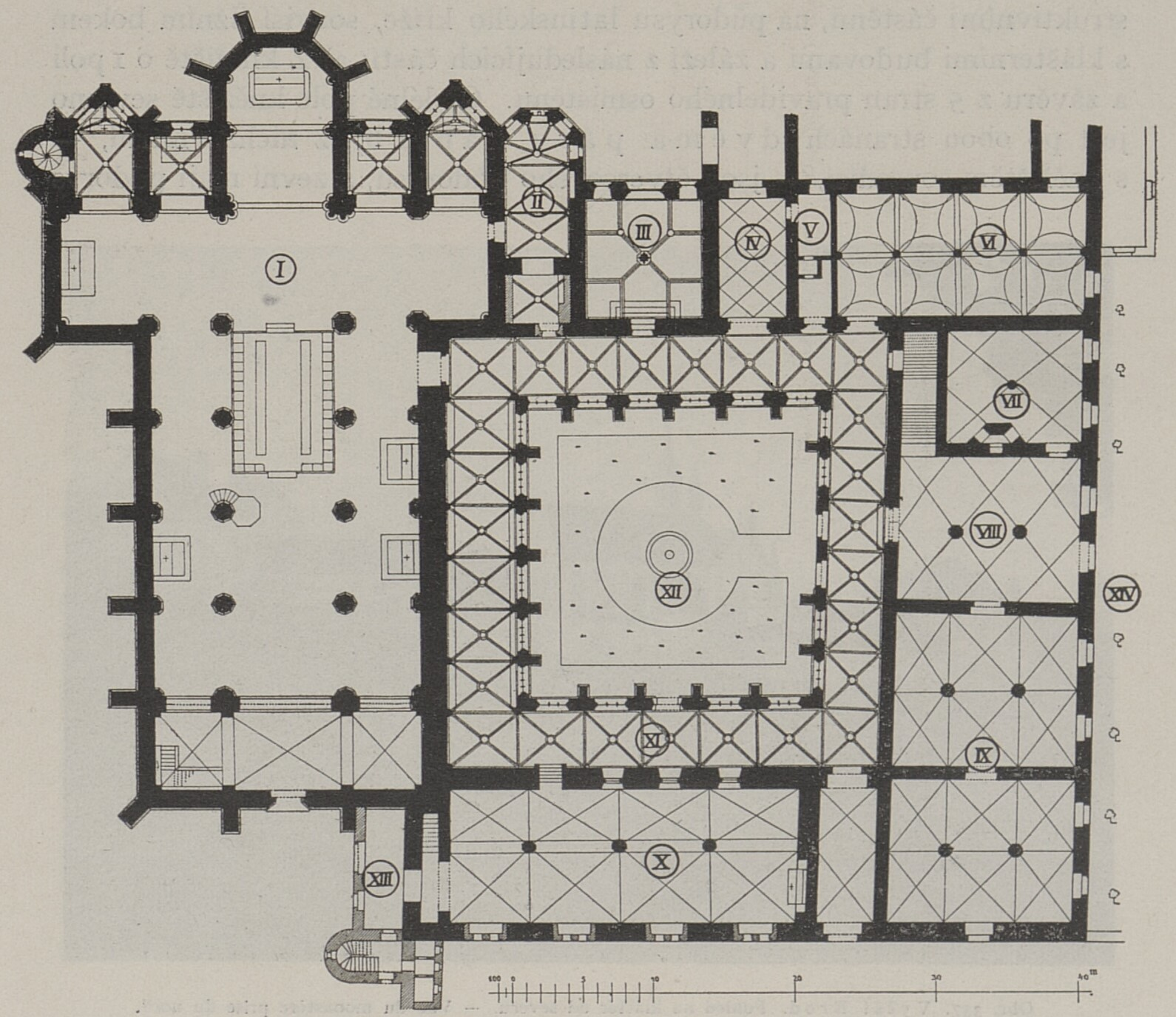
Plan części głównej klasztoru

W drugiej połowie XIV w. majątek klasztorny stopniowo się powiększa, w tym czasie składa się on z prowadzonych przez klasztor gospodarstw, ponad 70 wsi i dwóch miasteczek (Vyšší Brod i Hořice). W ramach działalności majątków klasztornych prowadzona jest hodowla zwierząt, jak również rybołówstwo, winnice, młyny i browary. W roku 1394 przez klasztor przewożono pojmanego króla Wacława IV, transportowanego przez Rožmberka do Wildberga.
W XV w. funkcjonuje szkoła klasztorna oraz skryptorium, pewne oparcie w klasztorze mają ubodzy.
13 listopada 1402 roku papież Bonifacy IX nadał opatowi Ottonowi IV i jego następcom prawo używania szat i atrybutów pontyfikalnych, udzielania zakonnikom święceń niższych, uroczystych błogosławieństw oraz konsekrowania ołtarzy, kielichów i szat, a także prawa inne. 
Niespokojne czasy rządów wspomnianego Wacława IV stwarzały okoliczności niebezpieczne i podatne na rozruchy, których obawiał się opat. Z powodu tychże, Otton IV nie uczestniczył w obradach kapituły generalnej 1410 roku we francuskim Cîteaux, tłumacząc w listach niebezpieczeństwo konfliktów wewnętrznych oraz podróży, a jednocześnie podporządkowując się treści uchwał mających być podjętych na zgromadzeniu. W okresie tym klasztor popadł w poważne problemy finansowe, obok tego osłabieniu ulec miała także dyscyplina monastyczna, co spowodowało odejścia mnichów z klasztoru. Coroczne wizytacje przeprowadzane przez zakonników z klasztoru macierzystego wykazywały u części mnichów zaniedbania takie jak: unikanie nabożeństw, niska jakość śpiewu, niedostateczna pomoc biednym. Wizytatorzy podejmowali działania – w tym nakładali kary, mające na celu m.in. zwiększenie częstotliwości przystępowania zakonników do spowiedzi i Komunii a także celebrowania przez księży mszy świętych.  
W roku 1417 swój początek mają ruchy husyckie. Tego roku Oldřich z Rožmberka nakazał księżom ze swoich posiadłości, aby ci udzielali Komunii sub utraque specie. Idąc więc pierwotnie w kierunku tychże ruchów, w 1420 r. poparł w końcu stronę katolicką z Zygmuntem Luksemburskim na czele. Wiosną 1420 r. zakonnicy wyjechali do bezpiecznego klasztoru franciszkańskiego w Český Krumlov; od jesieni w klasztorze w Vyšším Brodzie stacjonował garnizon wojsk szlachcica zarządzającego zahipotekowanym majątkiem. W 1422 r. doszło do starcia z husytami, i chociaż napastnicy przegrali, zdołali oni podpalić dach kościoła klasztornego. W następnym roku husyci zaatakowali natomiast klasztorne Hořice.   
Po sześciu latach przebywania w schronieniu mnisi powrócili do swojego opactwa. O wsparcie finansowe, na odbudowę będącego w złym stanie klasztoru, opat Zygmunt Pirchman starał się na soborze w Bazylei, parę lat później próbował znaleźć je w Wiedniu, obie te próby skończyły się jednak ostatecznie niepowodzeniem. Na wspomnianym soborze wybrano parę lat później antypapieża Feliksa V, którego poparł opat Zikmund, po jego ustąpieniu ponownie uznał natomiast władzę Eugeniusza IV.   
Następne problemy cystersów wyniknęły z kolejnego już ustanowienia na majątku klasztornym hipoteki przez Oldřicha, wskutek którego w 1433 r do Wyższego Brodu wkroczył hetman husycki Jan Čapek z Sán, ostatecznie Oldřich zdołał się jednak wypłacić. Już parę lat później rożemberski szlachcic wyprzedał niewielką ilość cysterskich szat liturgicznych, zastawione pozostawały także cysterskie kamienie szlachetne. Klasztor przez dłuższy czas  był obciążony długami.   
W połowie XV w.  wspólnota klasztorna liczyła 18 zakonników.

### XVI i XVII w.

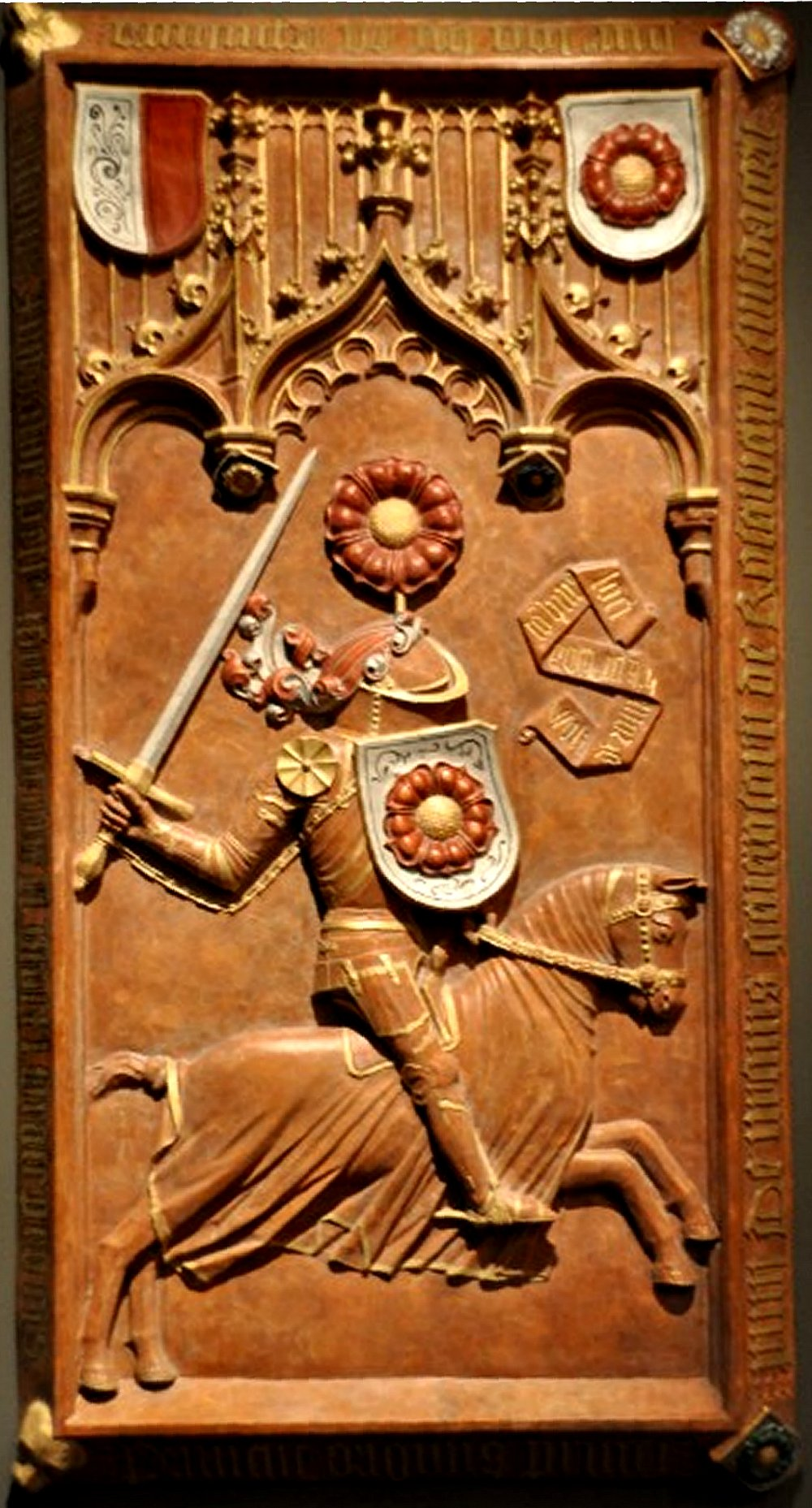
Kościelny nagrobek Rożemberków

Z listu opata Pawła II wiadomo, że w 1540 roku w okolicach klasztornych postępował protestantyzm, któremu wspólnota chciała przeciwdziałać. W roku 1584 r. opat Jerzy I Taxer poprosił o przysłanie Altovadum jezuity do głoszenia kazań. W wyniku działania kontrreformacyjnego, w tym aktywności jezuitów, w Boże narodzenie roku 1588, setki protestantów powróciło do katolicyzmu, pozostali musieli zaś opuścić miejscowość.
Ucieczka jak z czasów powstań husyckich miała miejsce z początkiem wojny trzydziestoletniej, tj. w roku 1618 – tym razem w klasztorze pozostał jednak opat i paru innych zakonników, podczas gdy ich reszta na czele z przeorem schroniła się w cysterskich klasztorach austriackich. W opactwie naprzemiennie stacjonowały wojska obydwu stron. Walki toczyły się aż do najazdu Szwedów w roku 1648, którzy wtargnęli do klasztoru rabując tuzin koni, chcąc przy tym pojmać opata Wendschuha, któremu udało się jednak uciec do Linz. Natomiast w latach 1621–1623 trwał okres spokojniejszy na tyle, że zakonnicy zaczęli powracać do klasztoru. Pewne niebezpieczeństwo niosła ze sobą śmierć pierwszego opata czasu wojny, tj. Pawła III – obawiano się wówczas, aby żołnierze dowiedziawszy się o zgonie przełożonego, nie zrabowali opactwa; z pomocą do klasztoru przybył wtedy opat z Wilhering. Wojna przyniosła znaczne szkody majątkom klasztornym i ich mieszkańcom. W jej trakcie mają miejsce: plądrowania, w tym masowe kradzieże bydła, podpalenia, prześladowania miejscowej ludności, ponadto klasztor jest zmuszany do różnych płatności. W roku 1620 opat Gangolph Scheidinger skarży się w liście do cesarskiego generała na złe traktowanie ludności Hořic przez hetmana, cztery lata później opis okrutnego działania innego, kieruje do bawarskiego sędziego. 
Trzydziestego kwietnia 1691 r. uznane zostało prawo opatów do zasiadania w czeskim sejmie krajowym, o które starali się od ponad sześćdziesięciu lat. Od śmierci ostatniego Rożemberka trwał wieloletni spór klasztoru z Eggenbergami, wynikający z jego włączenia do majątku Krumlov. Opaci podejmowali starania w celu uniezależnienia się, w poszczególnych kwestiach odwoływali się do arcybiskupa Pragi lub do cesarza. Do uniezależnienia tego doszło dopiero w roku 1822. 
W dobie baroku klasztor otrzymał elementy nowego wystroju, nie doszło jednak do gruntownej przebudowy na modłę nowego stylu. W drugiej połowie XVII wieku w klasztorze zostały napisane istotne prace teologiczne, zaś pod koniec stulecia wspólnota Altovadum liczyła 58 zakonników, w związku z czym potrzebna była jego rozbudowa.

### XVIII – XX w.

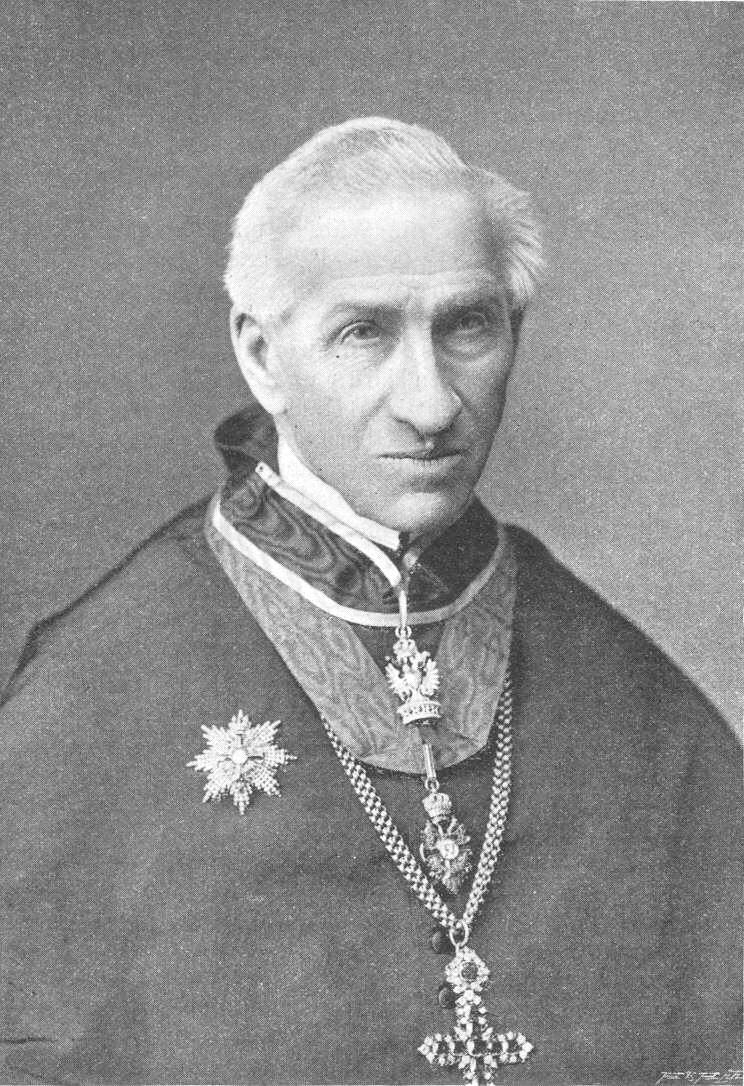
Leopold Wackarž – opat klasztoru, opat generalny cystersów do 1900 r.

Absolutystyczne rządy Józefa II w typie oświeceniowym, przyniosły kasaty klasztorów, konfiskaty ich majątków oraz ograniczenie ich praw, równolegle z nakładaniem szeregu obowiązków właściwych dla administracji publicznej – księża byli np. zmuszani do sporządzania spisów ludności, do nauczania. W 1784 roku z woli Józefa w opactwie prowadzono wywołane donosem pracownika klasztoru dochodzenie. Dwa lata później w jego wyniku ze stanowiska usunięto opata Hermana Kurza, na jego przywrócenie zgodę wyraził natomiast następny cesarz – Leopold II. Na klasztor nałożono obowiązek wysyłania pięciu profesorów filozofii na potrzeby gimnazjum państwowego w Czeskich Budziejowicach. W czasie tym część klasztornego majątku została skonfiskowana, kasaty opactwo uniknęło natomiast prawdopodobnie przez swoje długi, które w wyniku jego likwidacji musiałoby spłacić państwo.
Pod koniec XVIII w. wspólnota klasztorna liczyła 65 zakonników, natomiast nałożony na nią limit państwowy wynosił 18, co oznaczało niemożliwość przyjmowania nowicjuszy, aż do czasu jego zniesienia w 1789 r.
Na wiek XIX przypada natomiast pewnego rodzaju rozkwit działalności cystersów z Wyższego Brodu, w tym nasilenia działalności naukowej zakonników. W okresie gdy opatem był Leopold Wackarž – klasztor, w tym kościół został wyremontowany, pobudowano nowe budynki, zainstalowano wodociąg, rosła ponadto przedsiębiorczość klasztoru, w tym zainwestowano w browar, hodowlę zwierząt, przemysł drzewny, unowocześniono uprawę. Hucznie świętowano sześćsetlecie klasztoru, w uroczystościach które trwały osiem dni, w ramach parudziesięciu pielgrzymek, wzięło udział ok. 16 tys. ludzi. Dziewiętnastowieczny opat Leopold został wybrany opatem generalnym zakonu cystersów, a także burmistrzem Vyššíego Brodu.
Opat początku XX w. Bruno Pammer wybudował klasztorną elektrownię wodną, elektryfikując klasztor, zmodernizował browar, zbudował tartak. Przedwojenna ekonomia i pożyczki wojenne pobierane przez państwo skutkowały mimo wszystko kryzysem finansowym opactwa. Po wojnie opat założył szkołę klasztorną, ze względu na trudne stosunki z władzami Pierwszej Republiki Czechosłowackiej założył oddzielną (od austriackiej) kongregację cystersów. W 1933 roku do klasztoru należało niecałe 5 tys. ha ziemi.

### II wojna światowa i komunizm
Opat Tecelín Jaksche starał się łagodzić przedwojenne niepokoje społeczne w Vyšším Brodzie, między innymi zaprosił z tego powodu do miasta prezydenta Czechosłowacji Edvarda Beneša, który przyjechał w roku 1937. W roku następnym wspólnota cysterska liczyła 73 członków – okres najwięcej liczebności w historii klasztoru. W tym samym roku opat ewakuował z opactwa do Pragi najcenniejsze dzieła sztuki, a członkowie bojówki SA wtargnęli do klasztoru. Opat Tecelín odmówił ponadto Adolfowi Hitlerowi wejścia do klasztoru, który planował uczynić z niego swoją rezydencję letnią. Aresztowało go Gestapo, zadając mu m.in. pytania o zaproszenie prezydenta, wywóz przedmiotów, stawiając zarzut nastawiania zakonników przeciwko nazizmowi. Jaksche został skazany na sześć miesięcy więzienia, a następnie wydalony z III Rzeszy, przebywał w żeńskim klasztorze na terenie Protektoratu Czech i Moraw. 
Część zakonników przeniosła się na parafie, inni zostali powołani do wojska, część została uwięziona, w tym trafiła do obozów koncentracyjnych. Po wydaleniu ostatnich mnichów w klasztorze pozostał tylko jeden, prawdopodobnie ze względu na jego umiejętności językowe. Klasztor służył Niemcom do przechowywania zrabowanych dzieł sztuki.
Znany jest list Martina Bormanna, w którym zapowiada konfiskatę klasztoru. Opactwo zlikwidowano 17 kwietnia 1941 roku.
Niewielkiej części zakonników udało się wrócić po wojnie do klasztoru. Opat Tecelín podejmował działania w kierunku reintegracji wspólnoty zakonnej i uregulowania stosunków z władzami Czechosłowacji. Jednymi z ważniejszych powodów dla niepowodzenia tych przedsięwzięć była prowadzona deportacja ludności niemieckojęzycznej, dekrety Beneša. Drugiej kasaty opactwa komuniści dokonali 4 maja 1950, budynki użytkowała przez pewien czas straż graniczna. Klasztor w tym czasie niszczał, choć podjęto w nim także parę prac konserwatorskich, szczególnie w późniejszym okresie. Od pewnego czasu prowadzona była także działalność turystyczna.
W latach 1950–1953 opatem generalnym Cystersów był Matthäus Quatember, zakonnik z Hohenfurth. Siódmego października 1959 roku doszło do oficjalnego połączenia wspólnoty Altovadum z klasztorem w austriackim Rein, tworząc opactwo Rein-Hohenfurt. W roku 1977 w klasztorze tym było 9 cystersów z Wyższego Brodu. Ze swojej natury unia była tymczasowa, trwała do kiedy niemożliwe było przywrócenie opactwa w Czechach.

### Powrót po aksamitnej rewolucji
Po negocjacjach ze Stolicą Apostolską nowy rząd Czechosłowacji reaktywował oficjalnie zlikwidowane klasztory. 1990 roku państwo zwróciło klasztorowi pierwsze budynki, a do miasta wrócili dwaj cystersi (lat 66 i 75).  Osiemnastego stycznia 1991 r. oficjalnie zakończyła się unia z klasztorem w Rein, a w marcu, po tym jak budynki zwolnił administrator państwowej ochrony zabytków, mnisi wprowadzili się do klasztoru.
Formacja pierwszych nowicjuszy cysterskich odbywała się w innych klasztorach (Rein, Langwaden, Heiligenkreuz). Opat generalny powołał na administratora klasztoru Alberyka Siwka, który był emerytowanym opatem cystersów z Wąchocka. Klasztor zaczął być poddawany gruntownym remontom i przyjął turystów.
W 2011 r. wspólnota przeszła na przedłużony wymiar liturgii godzin. Ponadto zaczęła celebrować mszę wyłącznie w klasycznym rycie rzymskim, według mszału cysterskiego używanego przed posoborową reformą. Przeor Justin Berka w wywiadzie udzielonym KirchenZeitung Linz stwierdził, że ryt ten bardziej przystaje do wspólnoty monastycznej oraz że stanowi on dla niej „źródło duchowej odnowy”. W liturgii godzin wspólnota używa natomiast tradycyjnego rytu cysterskiego.
W 2016 r. w kościele klasztornym mszę pontyfikalną odprawił kard. Burke, dwa lata później bierzmowania udzielił bp Schneider, w 2023 r. wykład w klasztorze wygłosił kard. Sarah.
W 2024 r. w klasztorze miały miejsce obłóczyny dwóch Polaków.
Wspólnocie zakonnej przewodniczy przeor, ponieważ do wyboru opata potrzebna jest większa liczba mnichów.

## Proces o las
W ramach restytucji skonfiskowanych majątków, w 2017 r. klasztorowi zwrócono 36 km² lasu oraz 22 hektary stawów, które zostały odebrane na podstawie dekretów Beneša.
Taką decyzję zakwestionowały jednak na drodze sądowej Lasy Republiki Czeskiej. W wyniku apelacji na wyroki sądu w Czeskich Budziejowicach, w 2019 r. sąd w Pradze orzekł zgodnie z żądaniem Lasów – klasztor musiał zwrócić oddaną mu ziemię, w części o powierzchni ok. 20 km². Sąd odmówił przy tym wstrzymania wykonalności wyroku, ze względu na to cystersi musieli zwolnić większość zatrudnionych w lesie pracowników oraz wstrzymać przedsięwzięcia związane z odbudową klasztornych budynków. Przeor klasztoru nazwał orzeczenie „politycznym”, zaniepokojenie wyraził m.in. także burmistrz Vyššíego Brodu.
W roku 2022 w wyniku skargi konstytucyjnej, w sprawie orzeczenie wydał natomiast czeski Sąd Konstytucyjny, który uchylił poprzedni wyrok, w wyniku czego Lasy Republiki Czeskiej przekazały przedmiot sporu cystersom. W trakcie procesu podnosili oni twierdzenie, że odebranie ich własności stanowiło jedynie element walki komunistów z ich ideologicznymi przeciwnikami. Sędzia sprawozdawca uznał, że cystersi z Altovadum padli ofiarą prześladowań religijnych oraz, że w sposób oczywisty nie współpracowali oni z nazistami.

## Zabytki
Kościół
Ukończony w XIV w. orientowany gotycki kościół z dwudziestodziewięcio metrową nawą poprzeczną, wysoki na 17,5 metra, długi na 52. Wewnątrz świątyni znajdują się: cztery kaplice, dziewiętnastowieczne organy; drewniane, pozłacane prezbiterium; osiem ołtarzy z różnych epok. Ołtarz główny jest wczesnobarokowy, obraz ołtarzowy jest zmieniany cztery razy do roku, stosownie do okresu liturgicznego.
Biblioteka
Trzecia największa czeska biblioteka klasztorna, ze zbiorem ponad 70 tys. książek, rękopisów, inkunabułów, została zwrócona cystersom w 1991 roku. Trzyczęściowa biblioteka w stylu rokoko ozdobiona jest freskami, zaś jej wystrój pochodzi odpowiednio do sali z XVIII lub XIX wieku. 
Krzyż Zawiszy
Uznany za trzeci najcenniejszy zabytek złotniczy w Czechach. Prawdopodobnie trzynastowieczny złoty krzyż przechowywany jest w oratorium Rożemberków, pod odpowiednimi zabezpieczeniami. Pełni funkcję relikwiarza, przede wszystkim umieszczono w nim kawałek drewna, mający być fragmentem Krzyża Świętego (na jego prawdziwość może wskazywać wynik badań wieku kawałka), w filigranowym krzyżu umieszczono także inne relikwie. Ozdobiony 51 kamieniami szlachetnymi i 230 perłami. 

## Gospodarka klasztorna i turystyka
Cystersi prowadzą swoje sady, które pozwalają im m.in. na produkcję cydru – w 2019 r. wyprodukowali 1300 litrów napoju. Ponadto zajmują się innym przetwórstwem, hodowlą ryb oraz pszczelarstwem. Klasztorne przedsiębiorstwo prowadzi także tartak. Na terenie klasztoru funkcjonuje sklepik, kawiarnia oraz niewielka elektrownia wodna.
Klasztor przyjmuje turystów, w 2019 r. otworzono wystawę stałą. Na terenie klasztoru jest również muzeum poczty. 
W pobliżu opactwa znajduje się stacja kolejowa Vyšší Brod klášter.
| 2019   | 2018   | 2017   | 2016   | 2015   | 2014   | 2013   | 2011   | 2009   | 2008   | 2007   | 2006   | 2005   |
| ------ | ------ | ------ | ------ | ------ | ------ | ------ | ------ | ------ | ------ | ------ | ------ | ------ |
| 16.642 | 16.875 | 19.837 | 16.098 | 24.100 | 24.209 | 86.026 | 20.569 | 24.757 | 27.854 | 30.762 | 23.114 | 29.340 |